# Unguicularia incarnatina
Unguicularia incarnatina är en svampart som först beskrevs av Lucien Quélet, och fick sitt nu gällande namn av John Axel Nannfeldt 1932. Unguicularia incarnatina ingår i släktet Unguicularia och familjen Hyaloscyphaceae.   Inga underarter finns listade i Catalogue of Life.